# Constant Lievens
Pour les articles homonymes, voir Lievens.
Constant Lievens, né le 11 avril 1856 à Moorslede (Belgique) et décédé le 7 novembre 1893 à Louvain (Belgique), est un prêtre jésuite belge (flamand), missionnaire auprès des peuples aborigènes d'Inde centrale (Ouraons, Mundaris, Kharias). Il est considéré  aujourd’hui comme l’apôtre du Chota Nâgpur (région du grand plateau d'Inde centrale). 

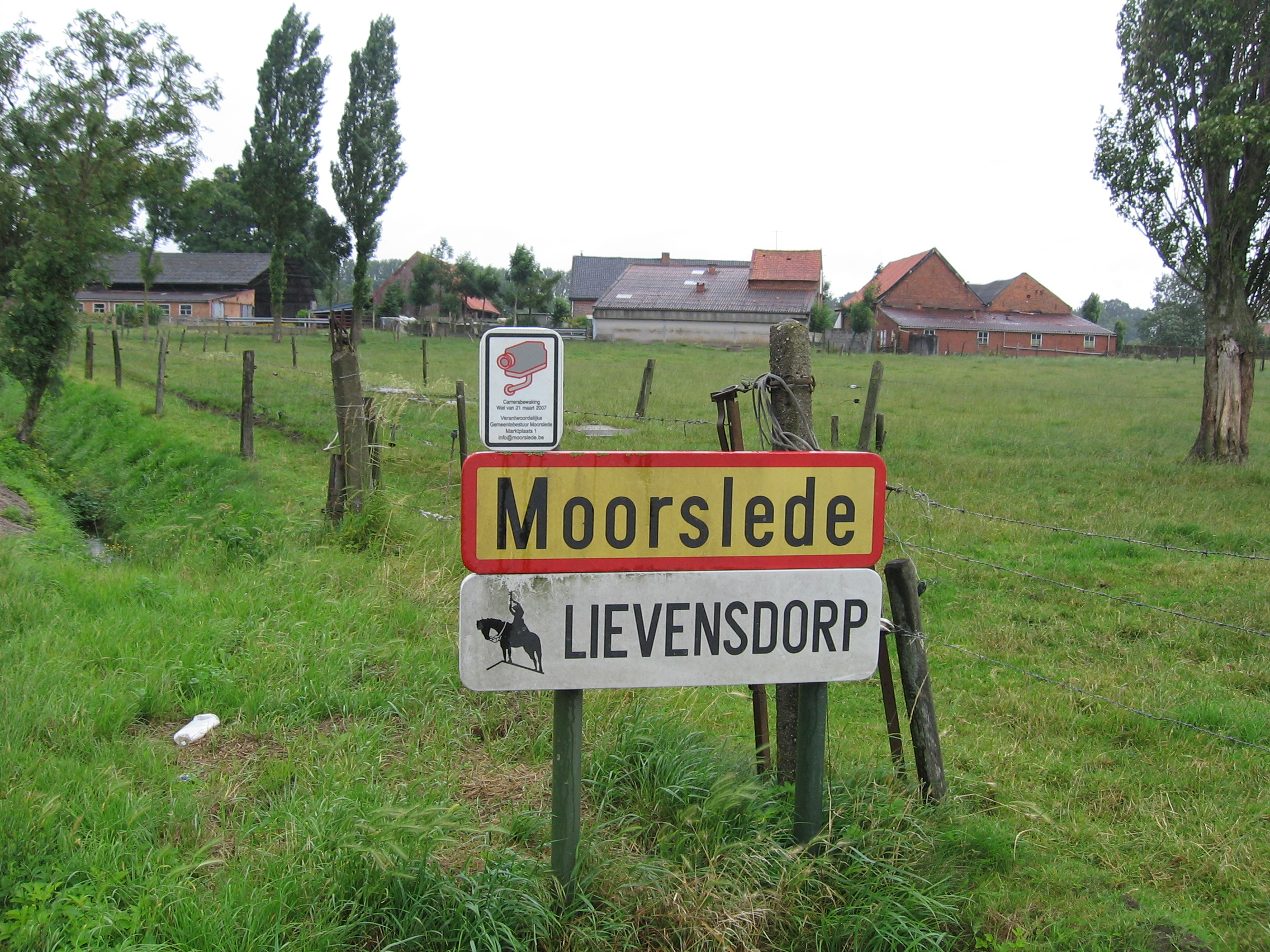
Moorslede est le 'village de Lievens'

## Biographie

### Jeunesse et formation
Né à Moorslede dans une famille nombreuse (six sœurs et quatre frères) d’agriculteurs flamands, Constant Lievens étudia les lettres et la philosophie au séminaire de Roulers (1870-1877) avant de faire une première année de théologie au grand séminaire de Bruges. Son désir de devenir missionnaire le fit alors entrer dans la Compagnie de Jésus (1878). Dès la fin de son noviciat, il fut envoyé en Inde où il termina sa formation théologique à Asansol (au Bengale). Il fut ordonné prêtre à Calcutta (Inde) le 14 janvier 1883, par Mgr. Paul Goethals.

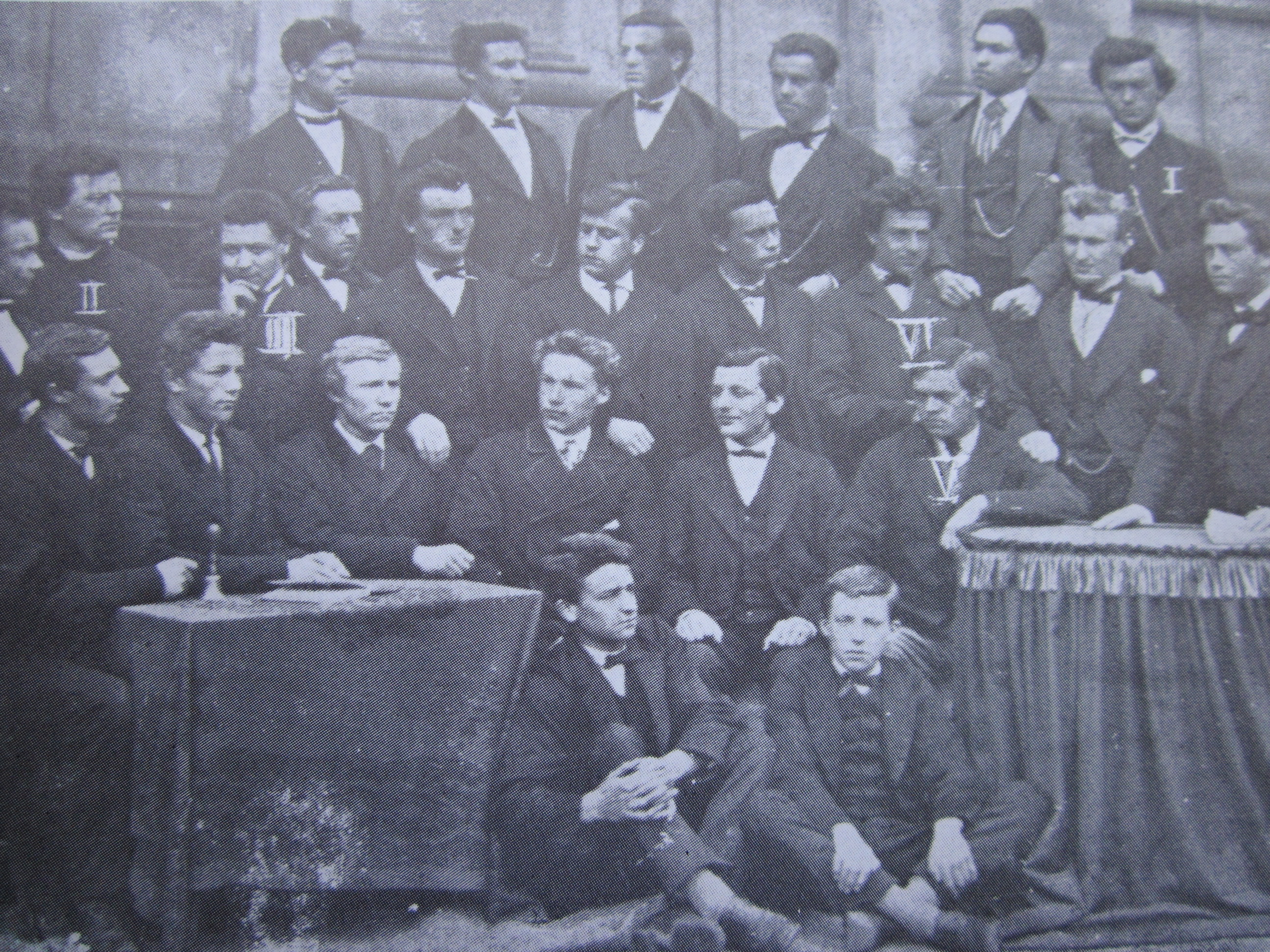
Lievens au petit séminaire (N°VI sur la photo)

### Travail Missionnaire
L’Inde centrale (le plateau du Chota Nâgpur) s’ouvrait alors au travail missionnaire et le Père Lievens y fut envoyé en 1885.  Après une période d’adaptation et d’étude de la langue Munda il s’installa dans une hutte à Torpa (aujourd’hui dans le diocèse de Khunti) à 60 km au sud de Ranchi, capitale actuelle de l’État de Jharkhand. À partir de novembre 1885 Torpa devint le centre de ses activités. Ce qu’il découvrit était une situation de travail forcé, d’endettement grave et de spoliation agraire systématique. 
Il comprit que parler du Christ et de l’évangile passait d’abord par le rétablissement des Mundaris dans leurs droits fonciers et dignité humaine. Il étudia le droit coutumier et se mit à défendre en justice les droits de ceux dont on avait volé les terres. En particulier il fit accepter par les magistrats anglais que le droit coutumier - non-écrit - devait être pris en considération lorsqu’il s’agissait de déterminer les droits de propriétés des peuples tribaux de la région. 
Ses succès auprès des tribunaux lui acquit le cœur des Mundaris qui reconnurent en lui un sauveur: ils se convertirent en masse au catholicisme. Une vaste mouvement de conversion s’était mis en route: si en 1886 le nombre de chrétiens dans la région n’était que de 2 700, deux ans plus tard, en 1888, il s’y trouvait environ 15 000 baptisés et 40 000 catéchumènes. Malgré le soutien et l'appui logistique de son supérieur religieux, le père Sylvain Grosjean, Lievens fut rapidement débordé par les demandes d’aide en justice comme par le travail d’évangélisation qui s’ensuivait. D’autres missionnaires furent envoyés pour le seconder. 

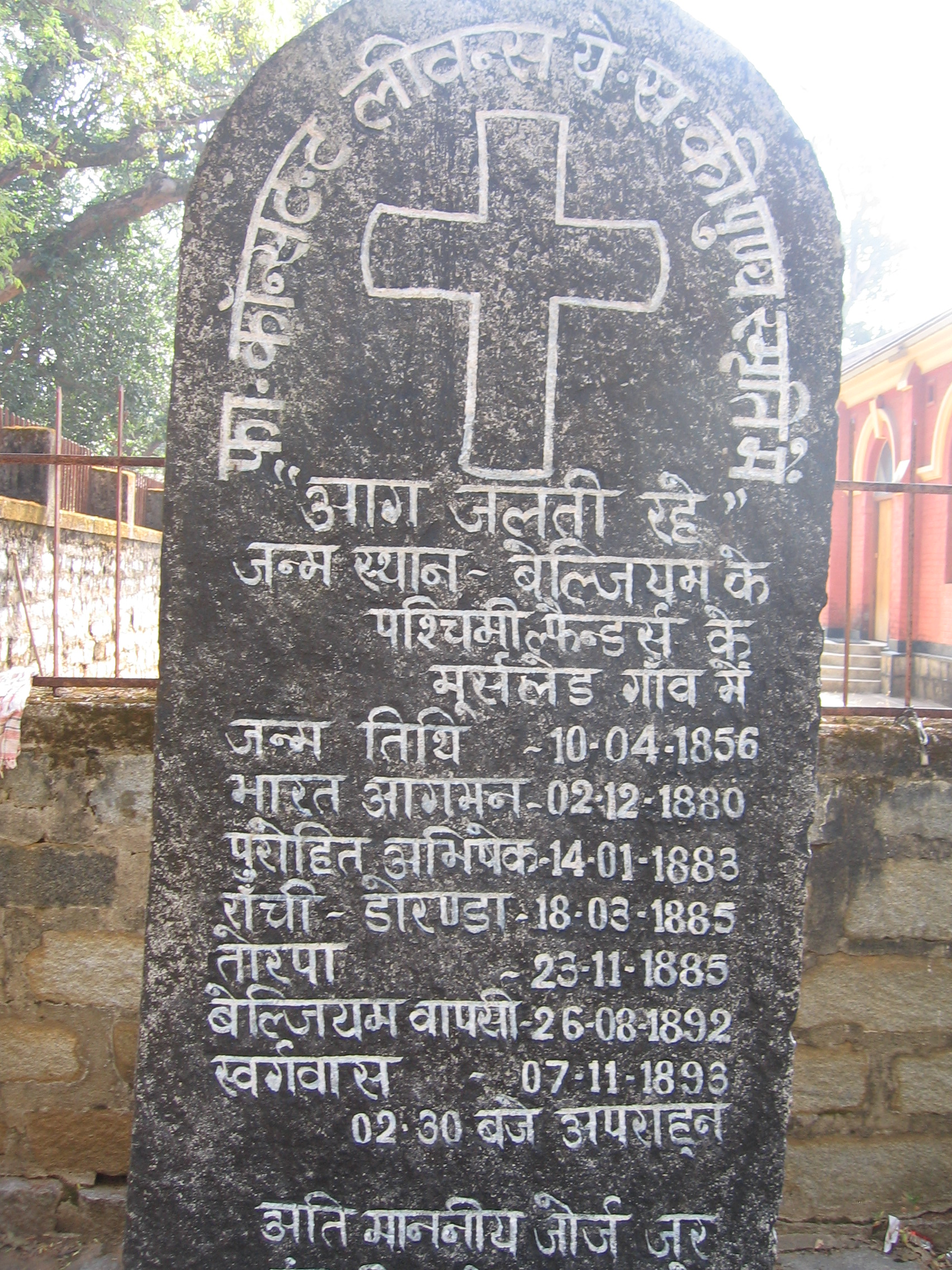
Pierre-mémorial érigée à Torpa (coutume munda)

Ses origines paysannes lui firent comprendre sans difficulté combien l’attachement à la terre était un facteur important de dignité et d’identité pour les populations tribales de la région, en particulier les Mundaris, les Ouraons et les Kharias. Nommé directeur de la mission, il résida alors à Ranchi (1888-1892), chef lieu du district à partir duquel il était plus facile d’organiser le travail missionnaire de justice sociale et de scolarisation, ainsi que les autres services liés à l’évangélisation. Les chrétiens étaient alors au nombre de 73 000.

### Maladie et Fin
Malade de la tuberculose il fit un séjour dans les montagnes, à Darjeeling (fin 1891), mais l’urgence du travail -  et d'inquiétantes rumeurs d’apostasie - le firent rentrer au Chota Nâgpur où il se dépensa à nouveau sans compter dans la région de Barway (1892): il y baptisa 12 000 personnes en quelques mois.
Une rechute grave le contraignit à arrêter définitivement.  Ses supérieurs le renvoyèrent en Belgique pour se refaire une santé. Ce fut en vain: malgré les soins reçus la situation se dégrada et le Père Lievens rendit l’âme le 7 novembre 1893, à Louvain.

## Souvenir et vénération
- Récemment une procédure préliminaire en vue de sa béatification fut ouverte, et ses cendres furent ramenées en Inde et déposées dans une chapelle de la cathédrale de Ranchi, au Jharkhand (Inde).

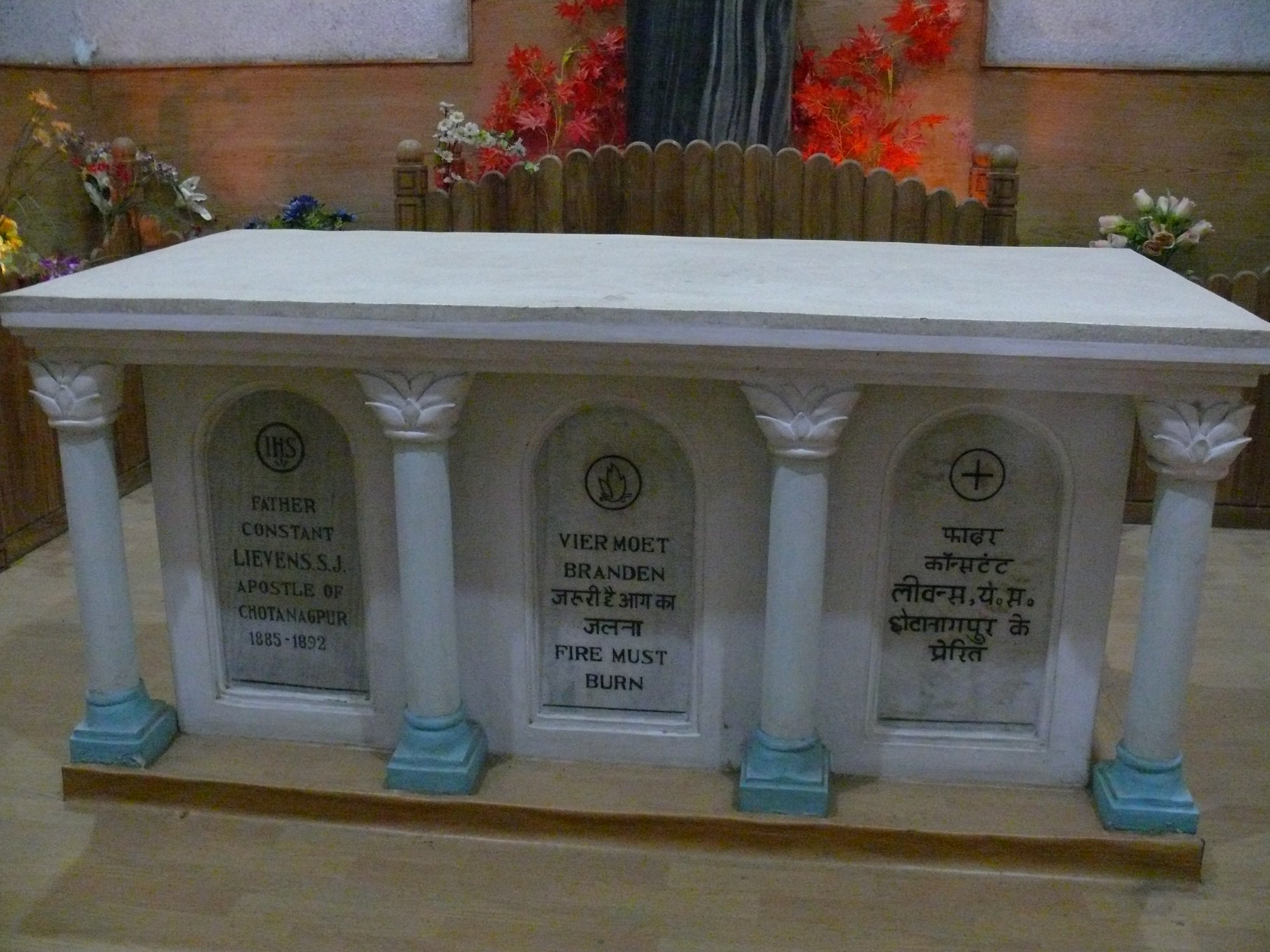
Le sarcophage du père Lievens, dans la cathédrale Sainte-Marie de Ranchi

- À Moorslede, son village natal, comme à Torpa, qui fut au centre de son action, une statue équestre du Père Lievens rappelle le vénéré apôtre du Chota Nâgpur.
- L'église paroissiale de Moorslede abrite dans le transept gauche une exposition Lievens.

## Écrits
- Brieven van C. Lievens, Moorslede, 1994.